# Felipe Loureiro
Felipe Jorge Loureiro (ur. 2 września 1977 w Rio de Janeiro) – brazylijski piłkarz, reprezentant kraju grający na pozycji napastnika, pomocnika lub obrońcy.

## Kariera piłkarska
Przygodę z futbolem rozpoczął w 1996 w klubie CR Vasco da Gama. W barwach tej drużyny dwukrotnie zdobył mistrzostwo Brazylii w sezonach 1997 i 2000. Vasco z Loureiro w składzie zostało również Mistrzem stanu Rio de Janeiro w 1998. W tym samym roku zdobył Copa Libertadores, najważniejsze trofeum klubowe w Ameryce Południowej. Dla ekipy z Rio de Janeiro zdobył także Copa Mercosur w 2000. 
Po dwóch wypożyczeniach do  SE Palmeiras i Atlético Mineiro, w 2002 opuścił Vasco da Gama i został piłkarzem tureckiego Galatasaray SK. Dla Galaty zagrał jednak tylko w 14 spotkaniach, w których dwukrotnie wpisał się na listę strzelców. Po europejskim epizodzie powrócił do Brazylii, gdzie zasilił szeregi CR Flamengo. Po raz drugi zdobył Mistrzostwo stanu Rio de Janeiro w 2004. Od 2005 grał w Fluminense FC, z którym w tym samym roku zdobył swoje trzecie w karierze Mistrzostwo stanu Rio de Janeiro. 
W 2005 zmienił klub po raz kolejny, tym razem na katarskie Al-Sadd. W ekipie Al-Sadd dwa razy świętował mistrzostwo Kataru w sezonach 2005/06 oraz 2006/07. Dodatkowo dwa razy triumfował w rozgrywkach o Puchar Emira Kataru w latach 2005 i 2007. Łącznie przez 5 lat gry dla Al-Sadd zagrał w 95 spotkaniach, w których strzelił 35 bramek.
Od 2010 przez dwa lata ponownie grał w CR Vasco da Gama. Podczas swojej drugiej przygody w macierzystym klubie zwyciężył w rozgrywkach Copa do Brasil w 2011. Karierę zakończył w 2013 w Fluminense FC.
| Sezon   | Klub             | Kraj     | Rozgrywki          | Mecze | Bramki |
| ------- | ---------------- | -------- | ------------------ | ----- | ------ |
| 1996    | CR Vasco da Gama | Brazylia | Brasileiro Série A | 5     | 0      |
| 1997    | CR Vasco da Gama | Brazylia | Brasileiro Série A | 28    | 0      |
| 1998    | CR Vasco da Gama | Brazylia | Brasileiro Série A | 19    | 1      |
| 1999    | CR Vasco da Gama | Brazylia | Brasileiro Série A | 10    | 0      |
| 2000    | CR Vasco da Gama | Brazylia | Brasileiro Série A | 10    | 1      |
| 2001    | SE Palmeiras     | Brazylia | Brasileiro Série A | 0     | 0      |
| 2002    | Atlético Mineiro | Brazylia | Brasileiro Série A | 7     | 0      |
| 2002/03 | Galatasaray SK   | Turcja   | Süper Lig          | 14    | 2      |
| 2003    | CR Flamengo      | Brazylia | Brasileiro Série A | 18    | 2      |
| 2004    | CR Flamengo      | Brazylia | Brasileiro Série A | 25    | 2      |
| 2005    | Fluminense FC    | Brazylia | Brasileiro Série A | 8     | 0      |
| 2005/06 | Al-Sadd          | Katar    | Qatar Stars League |       | 1      |
| 2006/07 | Al-Sadd          | Katar    | Qatar Stars League |       | 6      |
| 2007/08 | Al-Sadd          | Katar    | Qatar Stars League |       | 12     |
| 2008/09 | Al-Sadd          | Katar    | Qatar Stars League | 25    | 4      |
| 2009/10 | Al-Sadd          | Katar    | Qatar Stars League | 20    | 4      |
| 2010    | CR Vasco da Gama | Brazylia | Brasileiro Série A | 18    | 1      |
| 2011    | CR Vasco da Gama | Brazylia | Brasileiro Série A | 20    | 5      |
| 2012    | CR Vasco da Gama | Brazylia | Brasileiro Série A | 23    | 2      |
| 2013    | Fluminense FC    | Brazylia | Brasileiro Série A | 25    | 0      |

## Kariera reprezentacyjna
Loureiro po raz pierwszy w reprezentacji zagrał 23 września 1998 w meczu przeciwko Jugosławii, zremisowanym 1:1. W 2004 został powołany przez trenera Carlosa Alberto Parreirę na Copa America 2004. 
Na turnieju wystąpił w grupowym spotkaniu z Paragwajem oraz w meczu finowałym przeciwko Argentynie. Mecz zakończył się zwycięstwem Brazylii w rzutach karnych 4:2. Mecz ten był ostatnim spotkaniem Loureiro w kadrze Brazylii, dla której łącznie w latach 1998–2004 wystąpił w 7 spotkaniach.
| Mecze i gole w reprezentacji | Mecze i gole w reprezentacji | Mecze i gole w reprezentacji | Mecze i gole w reprezentacji | Mecze i gole w reprezentacji | Mecze i gole w reprezentacji | Mecze i gole w reprezentacji |
| #                            | Data                         | Miasto                       | Przeciwnik                   | Gol                          | Wynik                        | Rozgrywki                    |
| ---------------------------- | ---------------------------- | ---------------------------- | ---------------------------- | ---------------------------- | ---------------------------- | ---------------------------- |
| 1.                           | 23.09.1998                   | São Luís                     | Jugosławia                   |                              | 1:1                          | towarzyski                   |
| 2.                           | 28.03.1999                   | Seul                         | Korea Południowa             |                              | 0:1                          | towarzyski                   |
| 3.                           | 31.03.1999                   | Tokio                        | Japonia                      |                              | 2:0                          | towarzyski                   |
| 4.                           | 09.10.1999                   | Amsterdam                    | Holandia                     |                              | 2:2                          | towarzyski                   |
| 5.                           | 28.04.2004                   | Budapeszt                    | Węgry                        |                              | 4:1                          | towarzyski                   |
| 6.                           | 14.07.2004                   | Arequipa                     | Paragwaj                     |                              | 1:2                          | Copa América 2004            |
| 7.                           | 25.07.2004                   | Lima                         | Argentyna                    |                              | 2:2                          | Copa América 2004            |

## Sukcesy
Brazylia
- Mistrzostwo Copa América (1): 2004

CR Vasco da Gama
- Mistrzostwo Brazylii (Campeonato Brasileiro Série A) (2): 1997, 2000
- Mistrz stanu Rio de Janeiro (1): 1998
- Copa Libertadores (1): 1998
- Copa Mercosur (1): 2000
- Copa do Brasil (1): 2011

CR Flamengo
- Mistrz stanu Rio de Janeiro (1): 2004

Fluminense FC
- Mistrz stanu Rio de Janeiro (1): 2005

Al-Saad
- Mistrzostwo Kataru (2): 2006, 2007
- Puchar Emira Kataru (2): 2005, 2007